# Далоа
Да́лоа (фр. Daloa) — город в Кот-д'Ивуаре. Является административным центром области О-Сассандра, а также департамента Далоа. Население — 215 100 человек (по переписи 2005 года). Расположен в 318 км к северо-западу от крупнейшего города страны — Абиджана, на высоте 299 м над уровнем моря. Центр римско-католической епархии Далоа.
До прихода европейцев здесь располагался небольшой город, в котором проживали представители народов дало (гуро) и бете. В 1903 году французские колонизаторы превратили населённый пункт в военный форт.
Город является крупным по местным меркам торговым центром, представляя собой рынок сбыта для производимых в окрестностях ямса, риса, бананов, кассавы и хлопка. Ещё Далоа служит перевалочным пунктом для отправляемых на экспорт какао, кофе и орехов кола. Также в городе расположены центры переработки древесины. Есть Сельскохозяйственный институт. В Далоа располагается футбольный стадион, рассчитанный на 4000 мест, а также аэропорт. У города есть свой футбольный клуб.
В 2002 году в городе были отмечены случаи нападения на людей (в основном мусульман, либо выходцев из соседних стран) со стороны военных. В расследовании происшествий принимала участие организация Международная амнистия.

## Климат
| Показатель                                                                    | Янв. | Фев. | Март | Апр. | Май | Июнь | Июль | Авг. | Сен. | Окт. | Нояб. | Дек. | Год |
| ----------------------------------------------------------------------------- | ---- | ---- | ---- | ---- | --- | ---- | ---- | ---- | ---- | ---- | ----- | ---- | --- |
| Средний суточный максимум, °C                                                 | 33   | 34   | 34   | 32   | 32  | 30   | 29   | 29   | 30   | 31   | 31    | 31   | 31  |
| Средняя температура, °C                                                       | 26   | 27   | 28   | 27   | 27  | 26   | 25   | 24   | 25   | 25   | 26    | 25   | 26  |
| Средний суточный минимум, °C                                                  | 20   | 21   | 22   | 22   | 21  | 21   | 21   | 21   | 21   | 21   | 21    | 20   | 21  |
| Источник: http://www.geographyiq.com/countries/iv/Cote_d_Ivoire_climate_c.htm |      |      |      |      |     |      |      |      |      |      |       |      |     |

## Города-побратимы
- По, Франция[7]
- Кампинас, Бразилия[8]